# Penn Hills
Penn Hills és una població dels Estats Units a l'estat de Pennsilvània. Segons el cens del 2000 tenia 46.809 habitants.

## Demografia
Segons el cens del 2000, Penn Hills tenia 46.809 habitants, 19.490 habitatges, i 13.272 famílies. La densitat de població era de 949,7 habitants/km².
Dels 19.490 habitatges en un 26,3% hi vivien nens de menys de 18 anys, en un 51,1% hi vivien parelles casades, en un 13,5% dones solteres, i en un 31,9% no eren unitats familiars. En el 28,2% dels habitatges hi vivien persones soles el 13,2% de les quals corresponia a persones de 65 anys o més que vivien soles. El nombre mitjà de persones vivint en cada habitatge era de 2,38 i el nombre mitjà de persones que vivien en cada família era de 2,91.
Per edats la població es repartia de la següent manera: un 21,7% tenia menys de 18 anys, un 6,3% entre 18 i 24, un 27% entre 25 i 44, un 25,3% de 45 a 60 i un 19,7% 65 anys o més.
L'edat mediana era de 42 anys. Per cada 100 dones de 18 o més anys hi havia 84 homes.
La renda mediana per habitatge era de 39.960 $ i la renda mediana per família de 46.971 $. Els homes tenien una renda mediana de 36.143 $ mentre que les dones 27.331 $. La renda per capita de la població era de 20.161 $. Entorn del 5,6% de les famílies i el 7,5% de la població estaven per davall del llindar de pobresa.

## Poblacions més properes
El següent diagrama mostra les poblacions més properes.